# Rundfunk der DDR

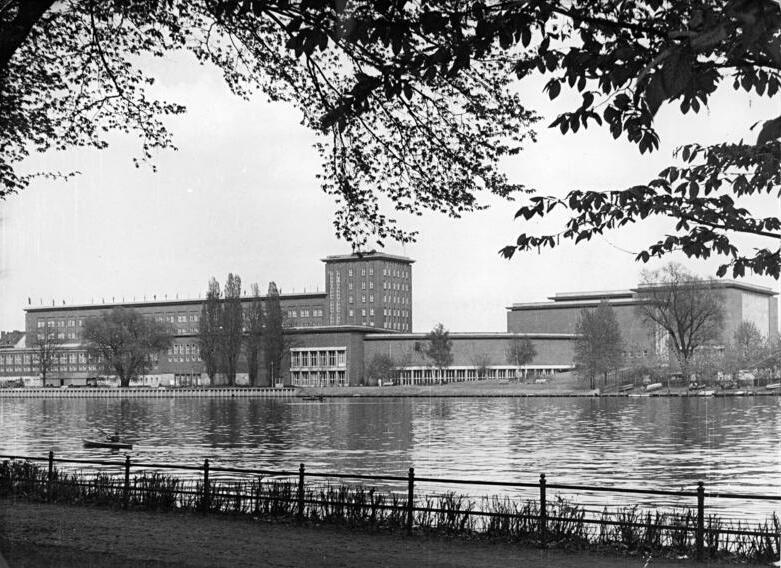
Funkhaus Nalepastraße i juli 1970

Rundfunk der DDR (östtyska radion), 1990-1991 under namnet Funkhaus Berlin, var Östtysklands statliga radio från 1952 till Tysklands återförening. Organisationen hade sitt säte i Funkhaus Nalepastraße i Östberlin.

## Bildgalleri

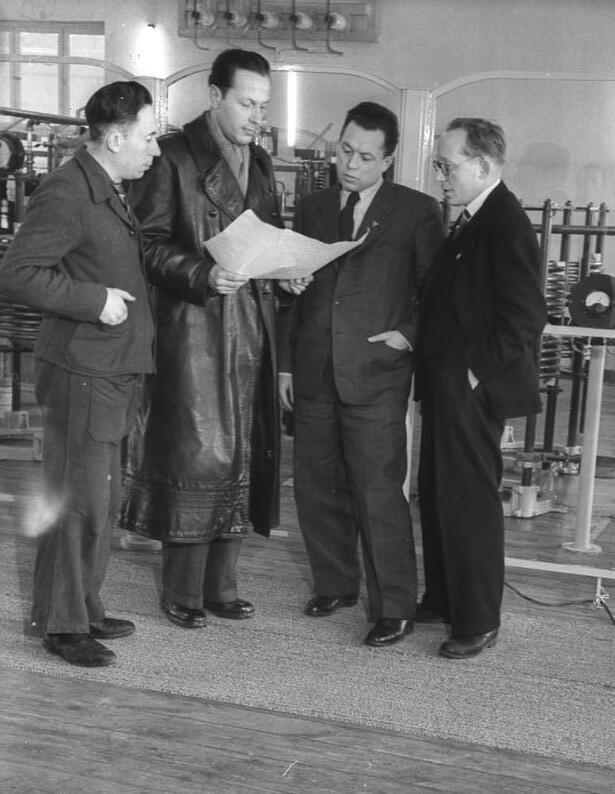
Arbetare upptagna med konstruktionen av en ny sändare i mars 1949.
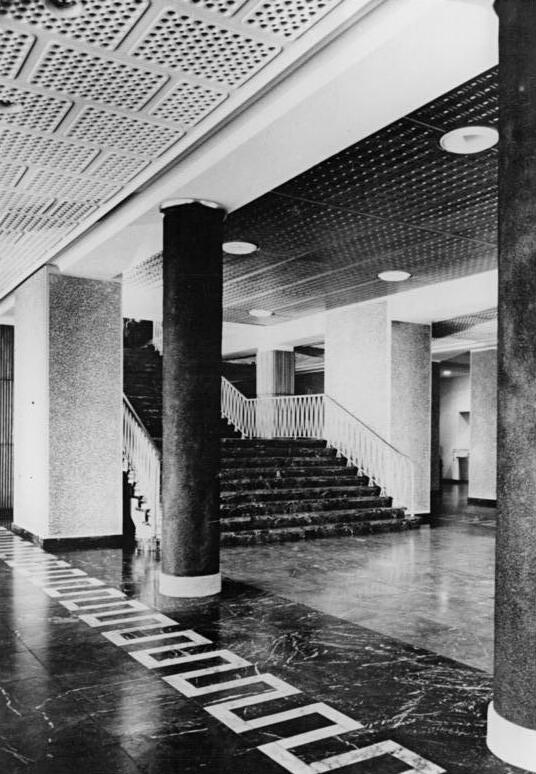
Trapporna ovanför serveringsgången i oktober 1963.
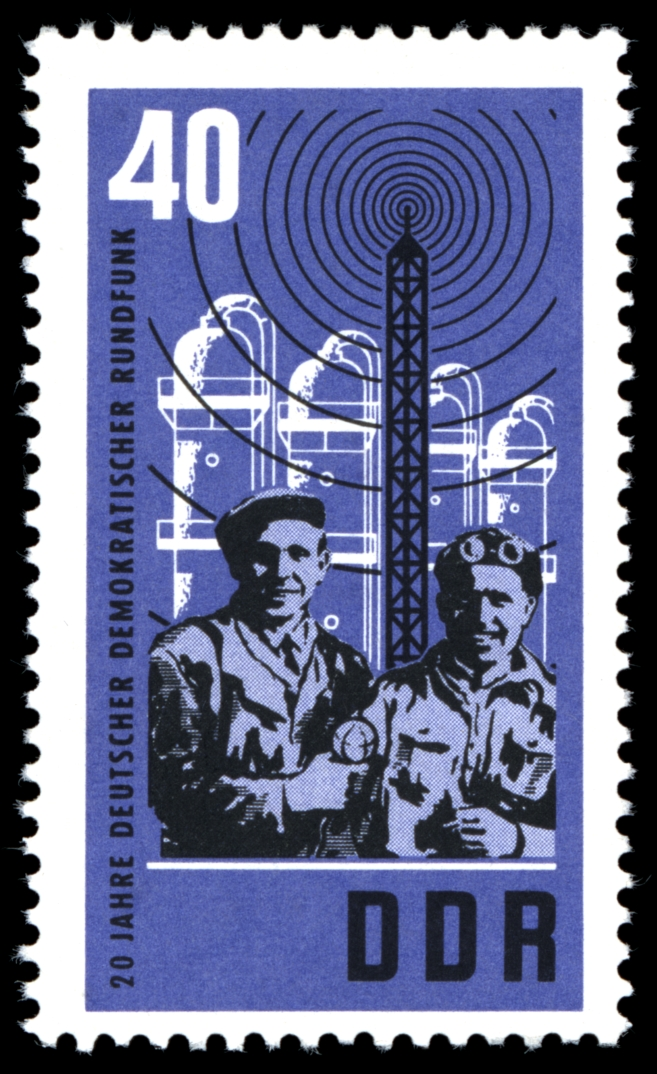
Ett frimärke från DDR från 1965 som firar 40 år av sändningar.
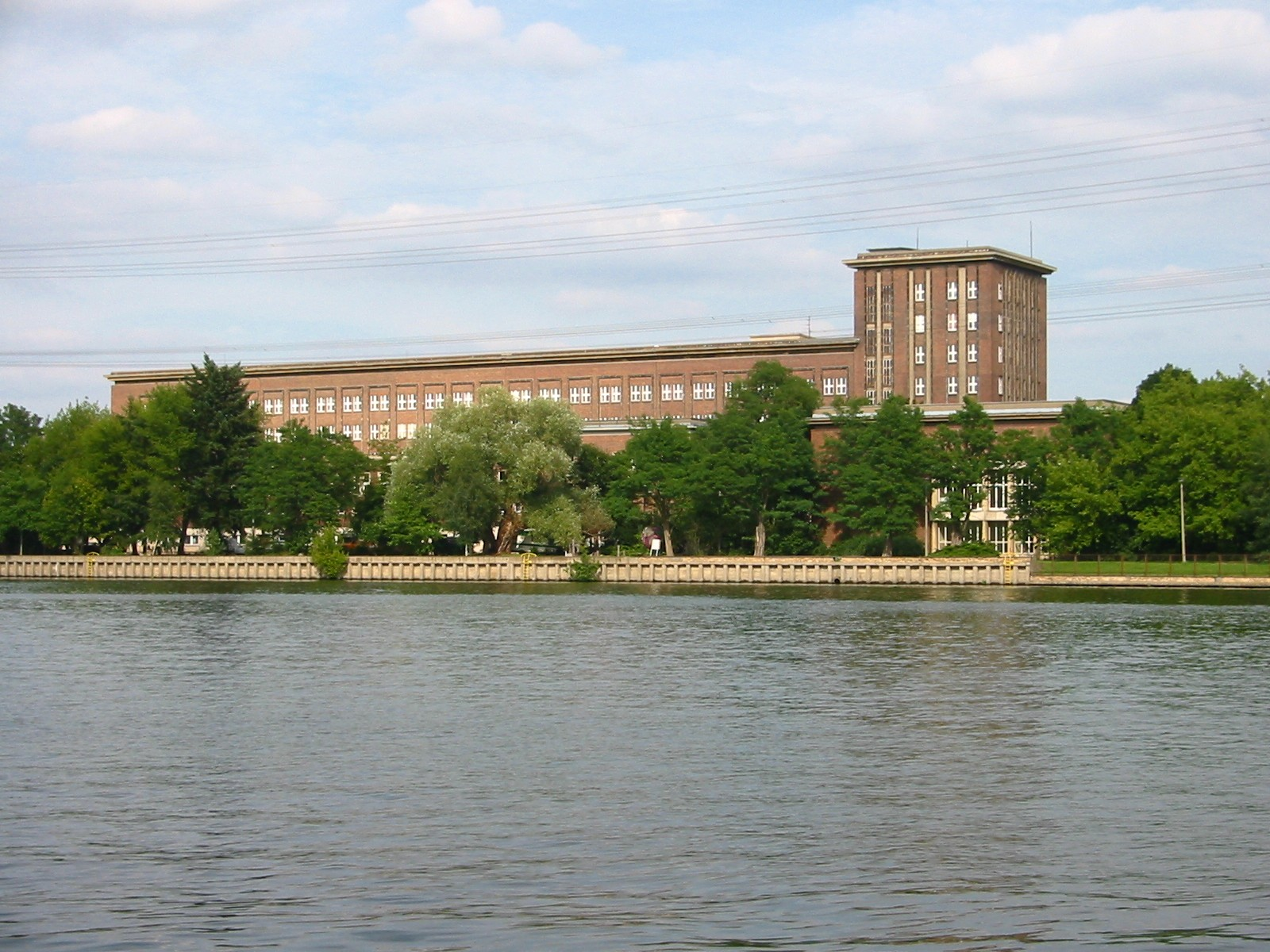
Funkhaus-byggnaden i augusti 2005.
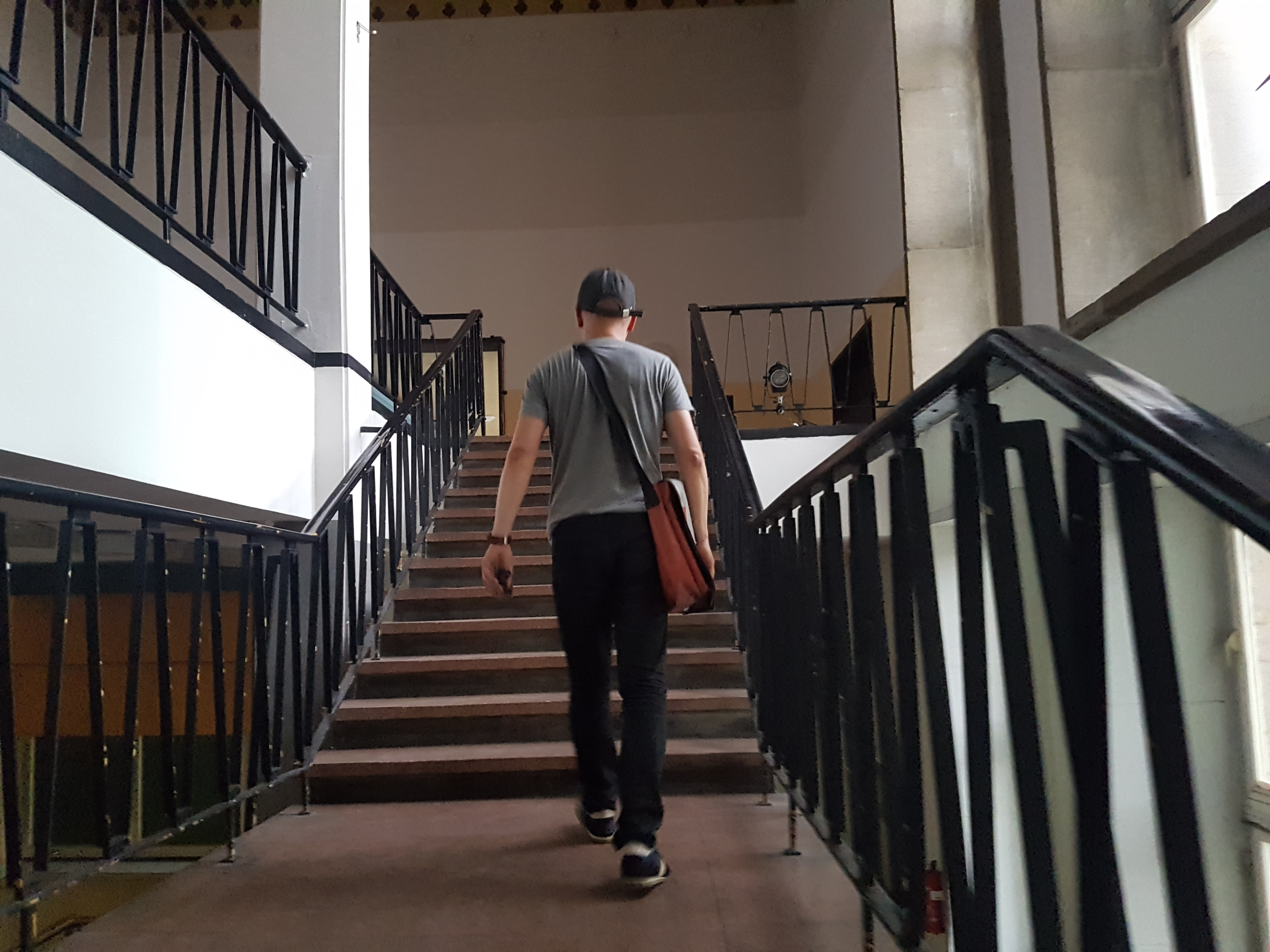
En man går upp för trapporna ovanför serveringsgången i september 2017.
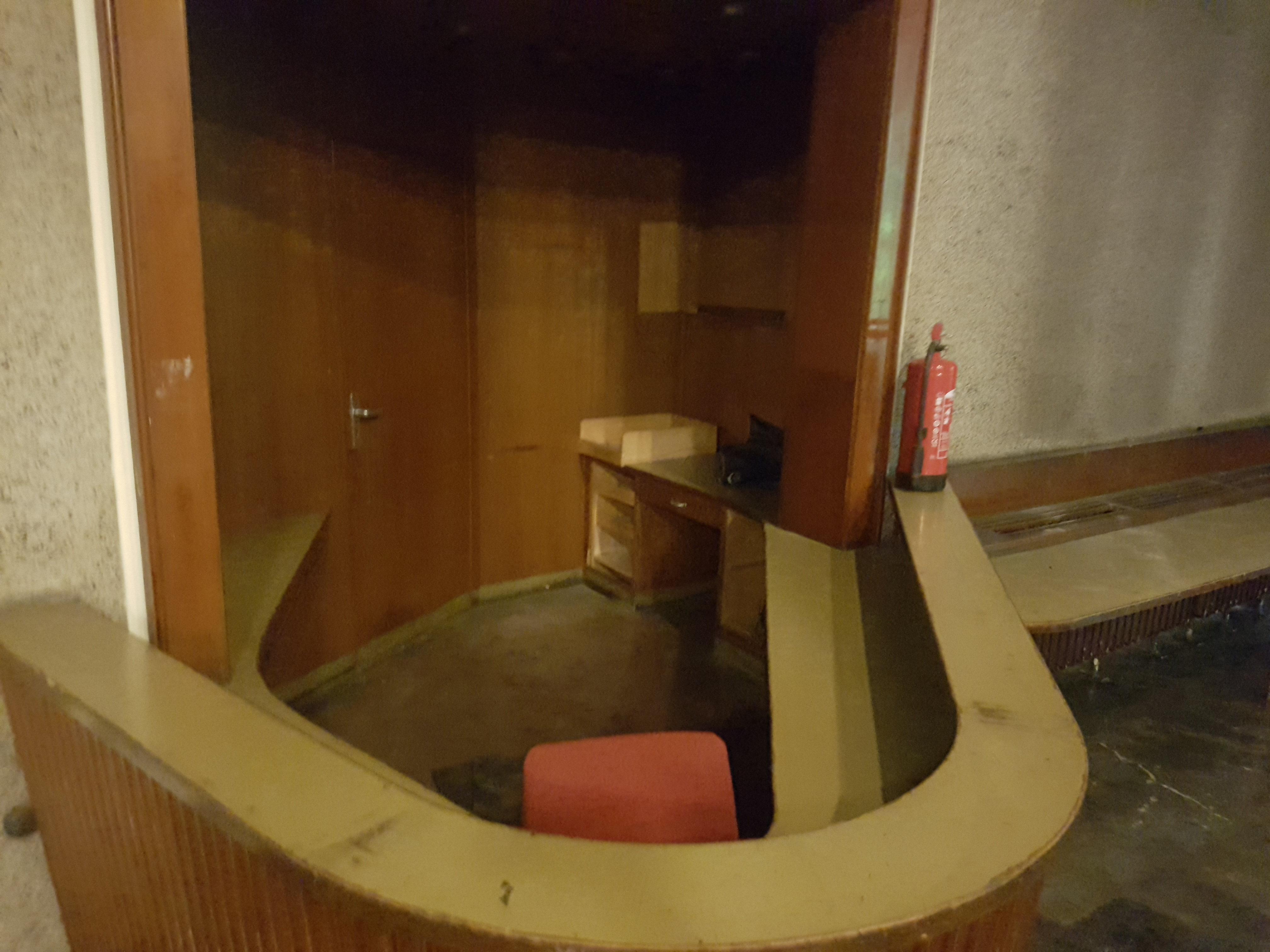
Bardisk i entrén för evenemang. September 2017
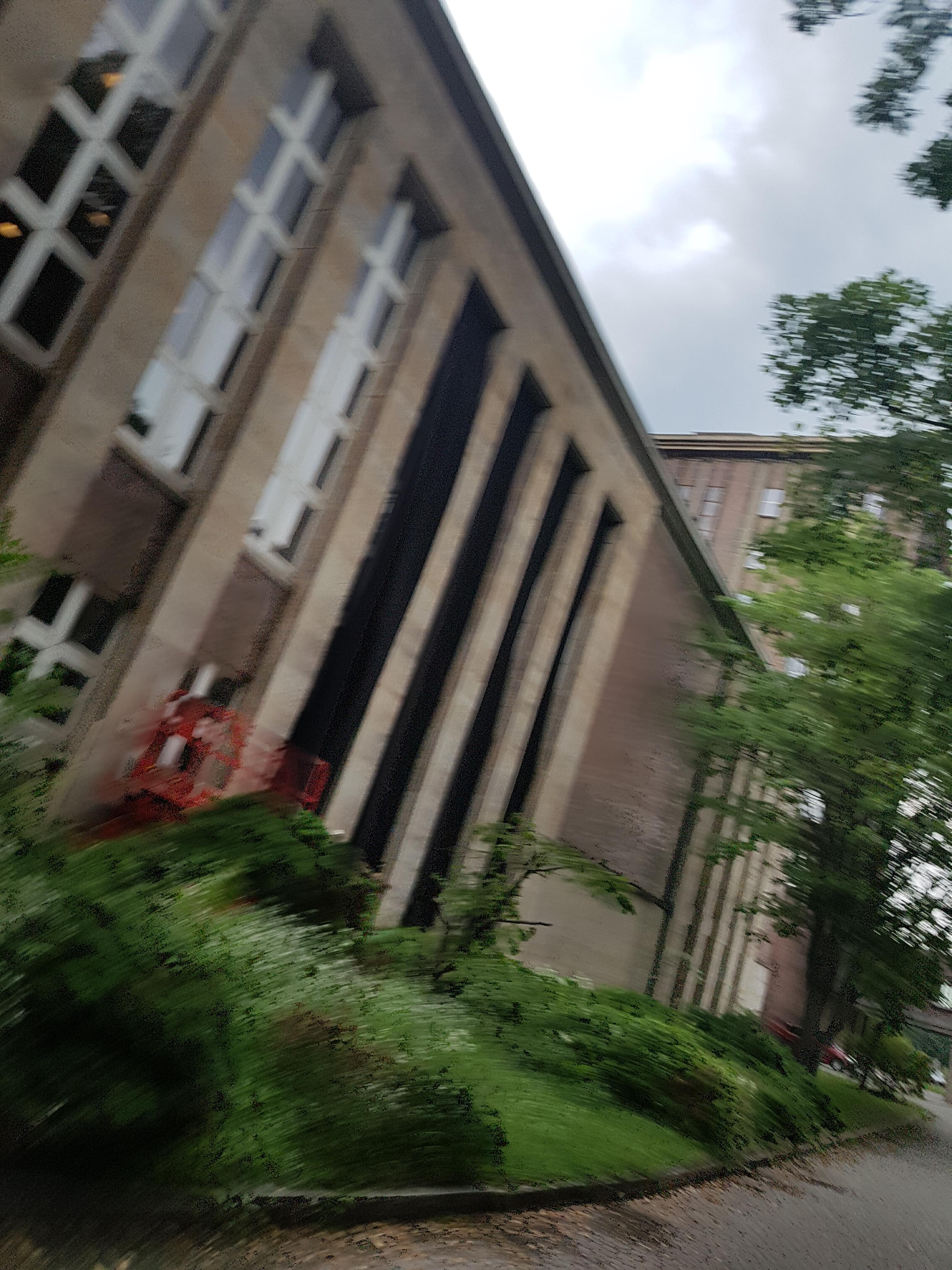
Utsidan av byggnaden i september 2017. Lokalen håller på att göras om till en festlokal.
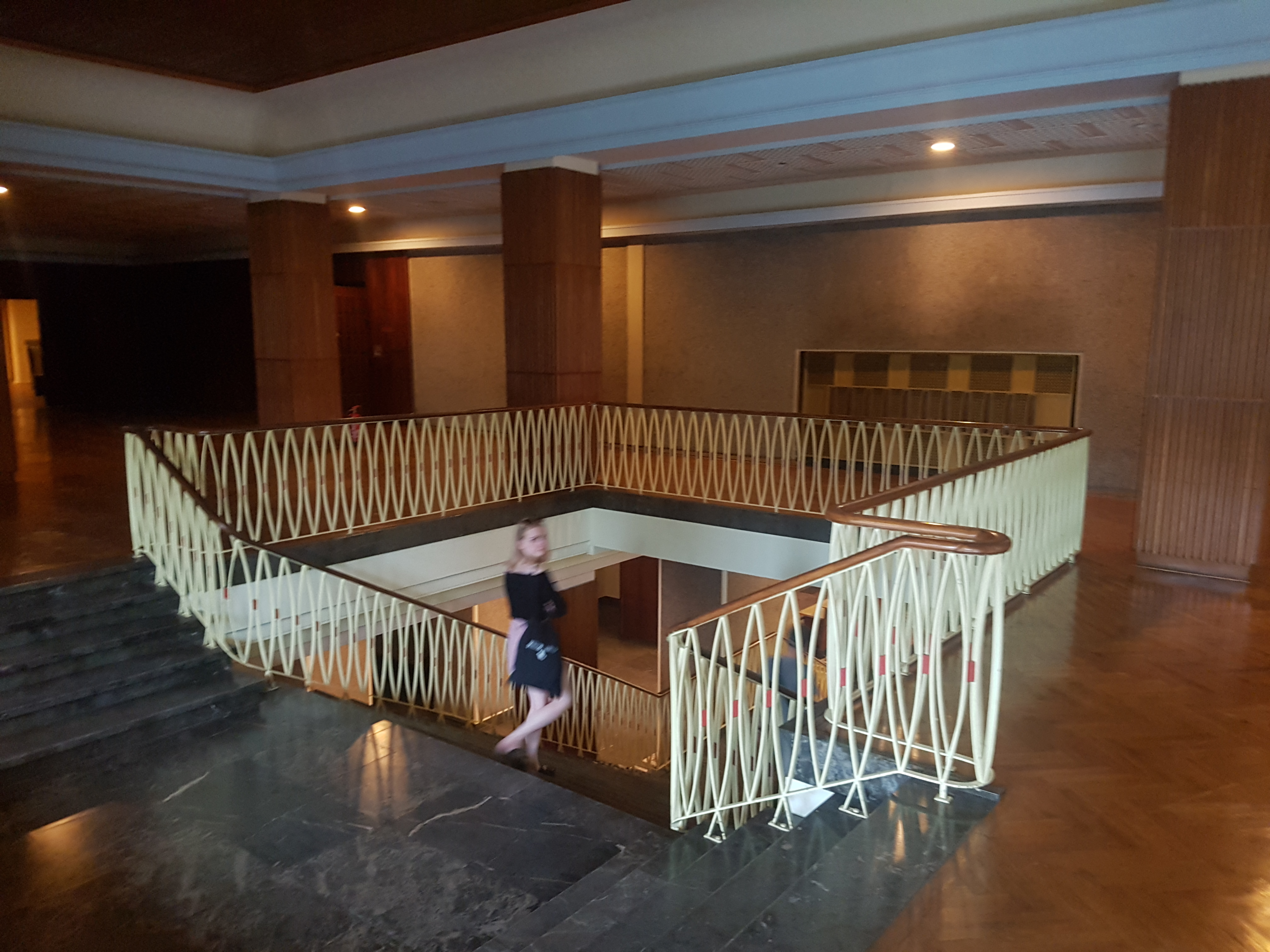
En ung dam går ned för trappuppgången från en av entréerna. September 2017